# Ptenidium intermedium
Ptenidium intermedium är en skalbaggsart som beskrevs av Wankowicz 1869. Ptenidium intermedium ingår i släktet Ptenidium, och familjen fjädervingar. Arten är reproducerande i Sverige.